# Slag bij Corrick's Ford
De Slag bij Corrick's Ford vond plaats op 13 juli 1863 in Tucker County, West Virginia tijdens de Amerikaanse Burgeroorlog. Deze slag wordt beschouwd als het sluitstuk van een reeks veldslagen tussen de Noordelijken onder generaal-majoor George B. McClellan en de Zuidelijken onder leiding van brigadegeneraal Robert S. Garnett.

## Achtergrond
Op 11 juli hadden de Noordelijken in de Slag bij Rich Mountain Garnetts troepen verslagen. Na deze nederlaag trok Garnett zich terug met ongeveer 4500 soldaten. Hij begon op te marcheren naar Beverly, maar ontving de foutieve informatie dat de Noordelijken reeds in Beverly waren. De Zuidelijken marcheerden nu richting de Cheat River Valley en trokken de Cheat Mountain over. Brigadegeneraal Thomas A. Morris zette met zijn brigade de achtervolging in.

## De Slag
Op 13 juli 1861, rond de middag, werd de achterhoede van Garnett ingehaald door de Noordelijken bij Corrick's Ford. De Noordelijken vielen aan. Al vechtend trokken de Zuidelijken zich terug naar een oversteekplaats enkele kilometers verder. Na vuurgevechten bij deze oversteekplaats werd Garnett dodelijk getroffen. De linie van de Zuidelijken brak en ze zetten het op een lopen. Ze lieten hun bevelhebber, een kanon en 40 bevoorradingswagens achter. Garnett was de eerste generaal die sneuvelde in dit conflict.

## Gevolgen
Na deze slag was het westen van Virginia in Noordelijke handen. Dit zou de rest de oorlog zo blijven. Dankzij deze campagne werd generaal-majoor George B. McClellan benoemd tot bevelhebber van de Army of the Potomac.

## Bron
- National Park Service - Corrick's Ford